# 쓰쿠다 아키타다
쓰쿠다 아키타다(일본어: 佃 明忠, 1935년 5월 19일 ~ )는 일본의 전 프로 야구 선수이다. 도쿄도 출신이며 현역 시절 포지션은 포수였다.

## 인물
와세다 실업고등학교 1학년 때 1루수로서 1951년 하계 고시엔 대회(제33회 전국 고등학교 야구 선수권 대회)에 출전했다. 1차전 상대인 미야코지마 공업고등학교에게 패하면서 탈락했는데 당시 팀 동료는 다나카 준지(후에 다카하시 유니온스에 입단)가 있다. 3학년이 된 1953년 춘계 선발 대회(제25회 선발 고등학교 야구 대회)에도 포수로 출전했는데 1차전 상대인 도사 고등학교한테 완봉패를 당했다. 이때 팀 동료는 다나카 외에도 사이토 기요히로(후에 니시테쓰 라이온스에 입단), 에노모토 기하치가 있었다.
1954년 마이니치 오리온스에 입단, 이듬해 1955년에는 이스턴 리그(2군)에서 수위 타자를 획득했다. 1956년에는 주전 포수로서 누마사와 고이치로와 병용됐지만 이듬해에는 고교 후배인 다이고 다케오가 입단하여 대기 포수가 됐다. 1958년에 긴테쓰 펄스로 이적하면서 그 해엔 주전 포수로 활약했지만 이듬해 가토 마사토시에게 포지션 자리를 내주고 그 해를 마지막으로 현역에서 은퇴했다.

## 상세 정보

### 출신 학교
- 와세다 실업고등학교

### 선수 경력
- 마이니치 오리온스(1954년 ~ 1957년)
- 긴테쓰 펄스·긴테쓰 버펄로(1958년 ~ 1959년)

### 개인 기록
- 올스타전 출장 : 1회(1956년)

### 등번호
- 19(1954년 ~ 1955년)
- 20(1956년 ~ 1957년)
- 9(1958년 ~ 1959년)

### 연도별 타격 성적
| 연 도      | 소 속      | 경 기 | 타 석 | 타 수 | 득 점 | 안 타 | 2 루 타 | 3 루 타 | 홈 런 | 루 타 | 타 점 | 도 루 | 도 루 자 | 희 생 번 | 희 생 플 | 볼 넷 | 고 4 | 사 구 | 삼 진 | 병 살 타 | 타 율 | 출 루 율 | 장 타 율 | O P S |
| ---------- | ---------- | ----- | ----- | ----- | ----- | ----- | ------- | ------- | ----- | ----- | ----- | ----- | -------- | -------- | -------- | ----- | ---- | ----- | ----- | -------- | ----- | -------- | -------- | ----- |
| 1954년     | 마이니치   | 20    | 32    | 30    | 2     | 8     | 2       | 0       | 0     | 10    | 2     | 0     | 1        | 0        | 0        | 1     | --   | 1     | 4     | 2        | .267  | .313     | .333     | .646  |
| 1955년     | 마이니치   | 20    | 48    | 47    | 3     | 11    | 1       | 0       | 2     | 18    | 5     | 0     | 0        | 0        | 0        | 1     | 0    | 0     | 10    | 2        | .234  | .250     | .383     | .633  |
| 1956년     | 마이니치   | 70    | 245   | 217   | 25    | 43    | 8       | 1       | 11    | 86    | 25    | 4     | 5        | 3        | 1        | 22    | 0    | 2     | 51    | 2        | .198  | .278     | .396     | .674  |
| 1957년     | 마이니치   | 65    | 146   | 129   | 7     | 32    | 3       | 0       | 1     | 38    | 10    | 1     | 2        | 1        | 0        | 12    | 0    | 4     | 26    | 2        | .248  | .331     | .295     | .626  |
| 1958년     | 긴테쓰     | 106   | 272   | 258   | 17    | 54    | 12      | 2       | 8     | 94    | 25    | 3     | 2        | 1        | 0        | 13    | 0    | 0     | 67    | 2        | .209  | .247     | .364     | .612  |
| 1959년     | 긴테쓰     | 45    | 76    | 72    | 5     | 16    | 0       | 2       | 0     | 20    | 4     | 1     | 0        | 0        | 0        | 4     | 0    | 0     | 22    | 2        | .222  | .263     | .278     | .541  |
| 통산 : 6년 | 통산 : 6년 | 326   | 819   | 753   | 59    | 164   | 26      | 5       | 22    | 266   | 71    | 9     | 10       | 5        | 1        | 53    | 0    | 7     | 180   | 12       | .218  | .276     | .353     | .629  |